# Les Horvath
Leslie "Les" Horvath (South Bend, Indiana, 1921. október 12. – Glendale, Kalifornia, 1995. november 14.) amerikai amerikaifutball-játékos, a Heisman-trófea első és eddigi egyetlen magyar származású nyertese.

## Korai évek
„Párma fantomja”, ahogy egy korabeli újságcikk nevezte, 1921. október 12-én született az indianai South Bendben, Magyarországról emigrált szülők sarjaként, gyerekkorát viszont a Clevelandhez közeli Parma városában töltötte, Ohio államban. Leslie Horvath nyolcadik osztályos korában került először kapcsolatba a futball tojáslabdás változatával, mikor elment az iskolája válogatójára. Utcai ruhában kellett bizonyítania rátermettségét, ami persze sikerült is neki és hamar felszereléshez jutott. A középiskolai tanulmányait két és fél évig a Parma High Schoolban vitte, a foci mellett kosárban és atlétikában is jeleskedett, a győzelmi vágy határtalanul buzgott benne. Az egyik kosárlabdameccs időkérése során meghallotta, hogy társai már az esti buliról beszélgetnek, ezen felbőszülve azonnal átiratkozott rivális Rhodes Highba, szüleitől még a Clevelandbe való költözést is kicsikarva. Nem is volt véletlen, hogy Ohio legnagyobb egyeteme, az Ohio State ajánlott neki ösztöndíjat.

## Az egyetemen
Az akkori szabályok szerint újoncok nem léphettek pályára, így bemutatkozása 1940-ben jött el, párszor lehetőséget is kapott. Felejthetetlen emlék maradt számára, hogy a Michigan elleni derbin be tudott mutatni egy szerelést a sérthetetlennek hitt, hősi státuszba emelt Tom Harmonon.
1941-ben lett a Buckeyes vezetőedzője Paul Brown, a Massilon Tigers középiskolai csapatából érkezvén. Brownt már ekkor az ország kiemelkedő koponyái közé sorolták, és természetesen a Buckeyes-nál sem vallott szégyent. Horvathra jelentősebb szerep hárult, főleg a futásoknál, wingback poszton. 1942-ben végzősként, ugyancsak a futók között kapott helyet, miközben fullbackként már Gene Fekete takarított. Fekete mesélte el később: "Lesnek és nekem volt egy közös tulajdonságunk. Mindketten folyékonyan beszéltünk magyarul. Mikor a play előtt valami fontosat akartunk megvitatni, magyarra váltottunk, ezzel persze a saját edzőinket és csapattársainkat is az őrületbe kergettük. Néha még a bírókkal is magyarul üvöltöztünk." Ráadásul a falban pedig a szintúgy magyar, Charlie Csuri (Csűri Károly) is kezdőként játszott, teljessé téve a Horvath-Fekete-Csuri triót. mely fennállása első bajnoki címéhez vezette az egyetemet. Annyit illik megjegyezni, hogy ekkor már a fél világ lángokba borult, sok fiatalt soroztak be a hadseregbe. A háborús helyzetet jól illusztrálja, hogy a Buckeyes a szezont a Fort Knox katonai bázis ellen kezdte. Bár fizikailag nem vehették fel a harcot a katonákkal, eszeveszett sebességüknek hála könnyed 59-0-s diadalt arattak. Horvathra is tökéletesen igaz volt ez, 180 centijéhez mindössze 70 kg társult, de az egész Big Ten konferenciában nem találhattak nála gyorsabb embert. Talán Elroy „Crazy leg” Hirsch kelhetett versenyre vele, 1942 októberében a két fenomén hatalmas felhajtás közepette találkozott is egymással, mikor a Wisconsin fogadta az ohioiakat. A mérkőzés a „bad water game”, azaz a „rossz víz meccs”-ként vonult be a köztudatba, ugyanis az OSU játékosai már az utazás megpróbáltatásai után (az összes jobb vonatszerelvényt háborús transzportra használták, így nekik a leselejtezett vagonok jutottak) állott vizet ittak az edzői stáb hibájából, a keret fele gyomorfertőzést kapott és sűrűn látogathatta a mellékhelyiségeket. Vereség is lett a vége, ám a csapat nem adta fel. Következett a Pittsburgh és a sima siker, Gene Fekete máig élő Ohio State-rekordot ért el 89 yardos futott TD-jével. '42 Feketéről szólt, a sophomore fullback volt a mezőnygólok és extra pontok felelőse is, utóbbit is hibátlanul oldotta meg. Horvath szintúgy fáradhatatlanul küzdött, az 540 lehetséges pályán tölthető percből 402-t vállalt, sőt a védelemben sem játszott gyengén, egy interceptiont is szerzett (pont a Northwestern csillag Otto Graham passzát elcsípve). A Bucks a Michigant is megverte 21-7-re, a magyarok tevékeny részvételével; Horvath dobott egy 10 yardos TD-t, majd elkapott egy 32 yardosat, Csuri blokkolta a Wolverines első puntját, Fekete értékesítette a három XP kísérletet. Zárásként a katonákkal felvértezett Iowa Seahawks érkezett Ohioba, és távozhatott megszégyenítő 41-12-es zakóval. A szerencsés körbeveréseknek köszönhetően az Ohio State lett 9-1-es mérleggel a nemzeti bajnok, Gene Fekete az egyetem históriája során első ízben a Heisman döntősei között végzett a nyolcadik helyen. (Kis kitérő: Charles Csuri bekerült az All-American álomválogatottba, sportpályafutása azonban ekkor befejeződött. 1943-ban kapitánynak jelölték, de az Army a frontra rendelte őt. A borzalmakat megúszva visszatért az országba, 1964-ben a „digitális művészet és a számítógépes animáció atyjaként” vonult be a történelemkönyvekbe, egybehangzó vélekedés szerint vele született meg és indult útjára a számítógépes művészet.) Fekete tartalékja amúgy kicker poszton Lou Groza volt (hasonlóan magyar szülők gyermeke, az NFL egyik legsikeresebb rúgója, testvére Alex Groza, olimpiai aranyérmes kosárlabdázó).
1942-ben töltötte végzős évét Les Horvath az Ohio State-ben, 1944-ben viszont mégis megint kifuthatott az Ohio Stadium zöld gyepére. Ez a világháborús megváltozott szabályoknak tudható be, hiába draftolta a Rams, Horvath az OSU fogászati iskoláját kezdte meg. 1944-ben az NCAA visszamenőleg is feloldotta a freshman-tilalmat, tehát azok is kaptak plusz egy szezont, akik korábban voltak újoncok, ám még az egyetemen tartózkodtak. A fogászat elsajátítása rengeteg áldozatot igényelt, Horvathnak a hazai mérkőzések meglátogatására sem maradt ideje. De az esélyen kapva kapott, és mivel Paul Brown is belépett a Navy-be, az új mester Carroll Widdoes hívó szavára vette át a stafétabotot, mint rutinos róka, a fiatalokkal teletűzdelt gárda vezére. T-formációban quarterbackként, a single wingben tailbackként tűnt fel, és három 17 éves suhanc futó csatlakozott hozzá a támadásokat segítve. Elmondása szerint kész csoda, hogy az erőnléti edző minden egyes találkozóra rendbe tudta hozni, ugyanis izomgörcsök (az amerikai szleng szerinti „Charlie Horses”) és egyéb lábfájdalmak gyötörték. Ez a meccsnapokon egyáltalán nem látszott, a Missouri, az Iowa és a Wisconsin sem jelentett akadályt. Ekkor már az is előfordult, hogy mind a hatvan percet a pályán töltötte, a Badgers stadionjában egy interceptiont is jegyzett, majd a következő játék során bevitte a győztes Touchdownt. A Michigant már 8-0-s mutatóval fogadhatta a Buckeyes-t, ahol tényleg zsenialitása szükségeltetett a sikerhez. Horvath maga hívta a támadójátékokat, és látva a futók gyengélkedését, kezébe vette sorsát – illetve a labdát – és a negyedik negyedben futott touchdownnal 14-12 arányban két vállra fektette a Wolverines-t. A Big Ten csoport nem engedélyezte a csapatnak a Rose Bowlon való megjelenést, ezért le kellett mondani az újabb bajnoki álmokról, a veretlen idény azért így is perszeuszi hőstettnek minősült. Horvathtal elkezdett foglalkozni a média, ennek ellenére teljes meglepetésként érte a Heisman. Épp egy fogorvosi órán ült, mikor az igazgató irodájába hívatta, és közölte vele a fantasztikus hírt. Szoros versenyben előzte meg az Army két kiválóságát, Doc Blanchardot és Glenn Davist (a Mr. Inside és Mr. Outside becenévre hallgató tandemet), és lett az egyetemi futball történelmében a mindmáig egyedüli játékos, aki egy év kihagyást követően nyerte el az NCAA legbecsesebb díját.

## Az Ohio State után
A Los Angeles Rams már 1942-ben draftolta, Horvath viszont '45-ben belépett a Haditengerészetbe. Két év szolgálat után került a Rams-hez, 1949-ben a Browns-nál szerepelt. Átnyargalt inkább a civil karrierre, Los Angelesben nyitott fogászati klinikát, ahol egészen 1995-ös haláláig praktizált, illetve kisgyerekek edzésével is foglalatoskodott.

## Elismerései
1969-ben iktatták be az egyetemi futball Hírességeinek Csarnokába. Az Ohio State 2001-ben felesége, Ruby Horvath jelenlétében vonultatta vissza 22-es számú mezét.